# 许玄应
许玄应（9世纪—907年），中国五代十国初年淮南节度使弘农王杨渥部下别将。
唐朝灭亡后，杨渥仍自居唐朝封臣，继续使用唐朝的天祐年号。天祐四年（907年）五月，杨渥以鄂岳观察使刘存为西南面都招讨使，岳州刺史陈知新为岳州团练使，镇南节度使刘威为应援使，许玄应为监军，大举攻楚，被楚国在城都指挥使秦彦晖所败，刘存、陈知新被俘，刘威率余众逃归。
许玄应是杨渥心腹，经常参预军政。当时夺取了弘农军政大权的左右牙指挥使徐温、张颢趁机以兵败为由，将许玄应捕杀。